# Diocesi di Adrumeto

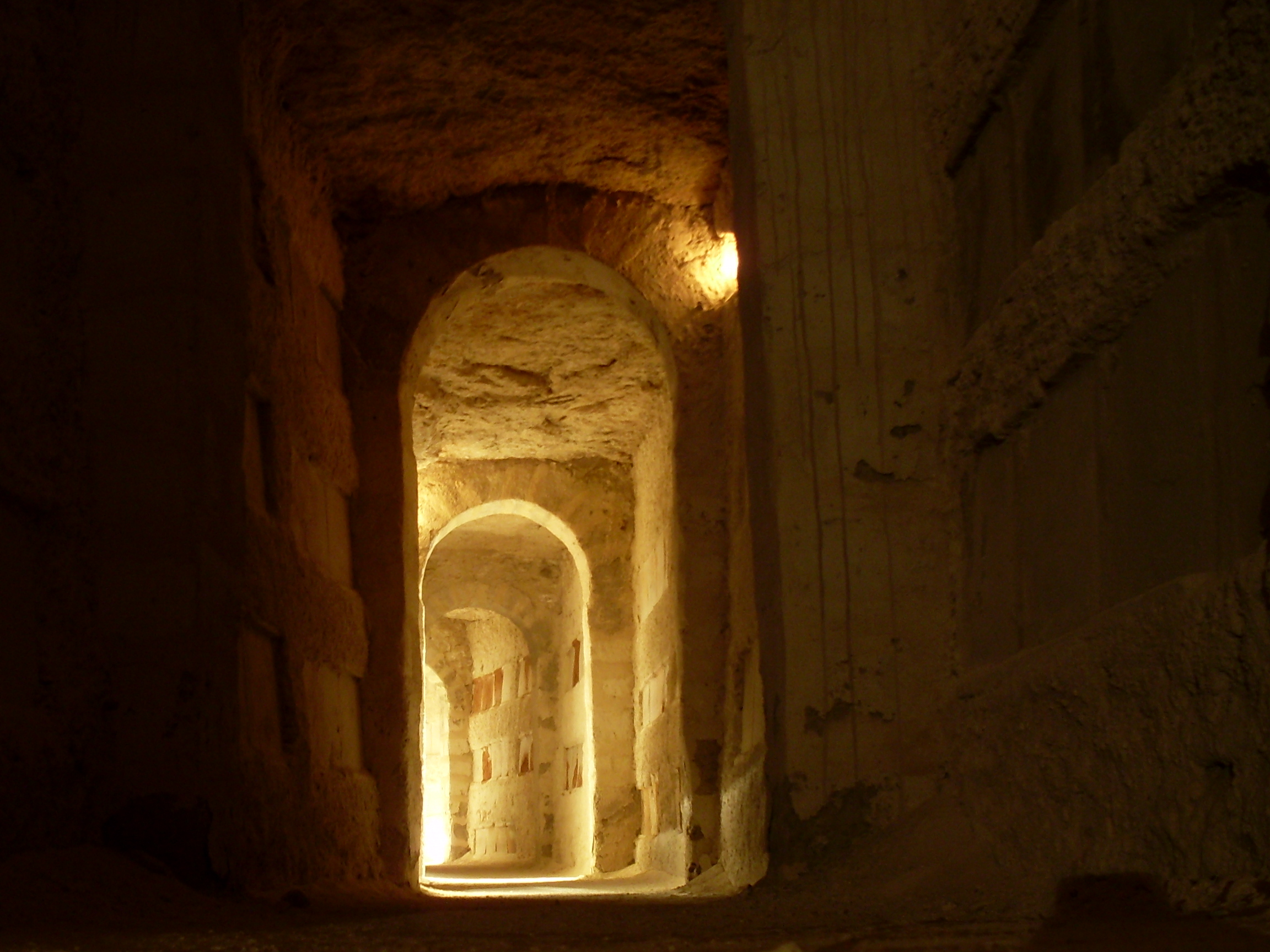
Catacomba di Adrumeto.

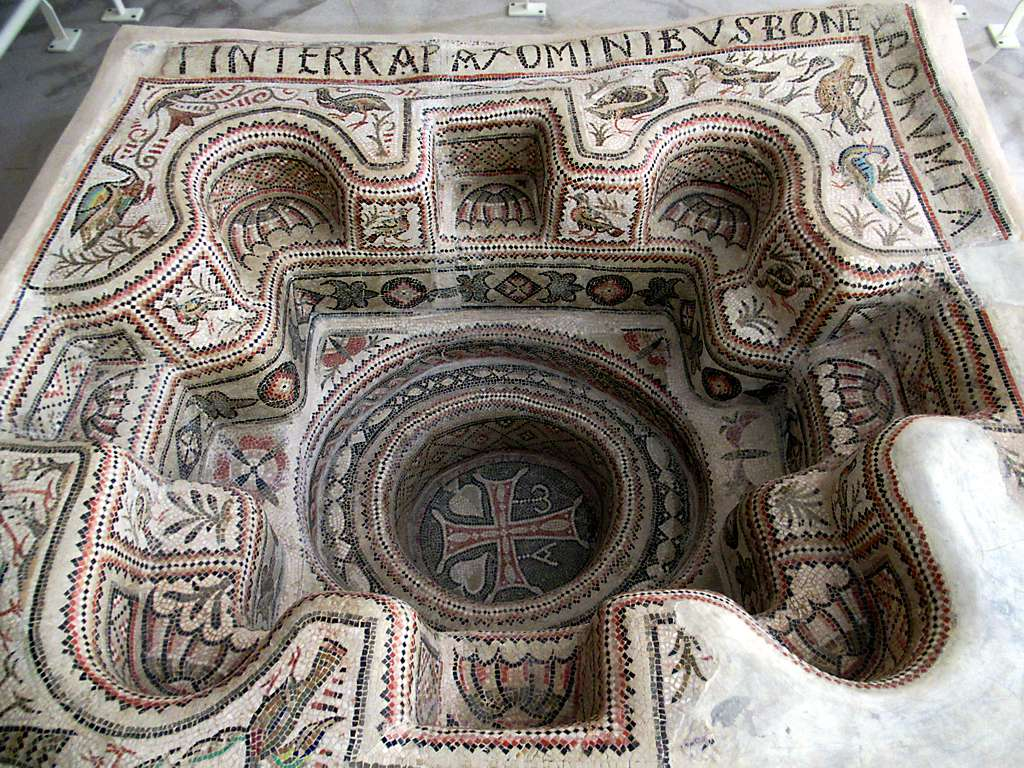
Fonte battesimale di epoca bizantina conservato nel museo archeologico di Susa.

La diocesi di Adrumeto (in latino Dioecesis Hadrumentina) è una sede soppressa e sede titolare della Chiesa cattolica.

## Storia
Adrumeto, corrispondente alla città di Susa in Tunisia, è un'antica sede episcopale della provincia romana di Bizacena. Capitale della provincia a partire dalla riforma di Diocleziano, durante l'occupazione dei Vandali la città assunse il nome di Unericopoli o Unuricopoli (dal nome del re vandalo Unerico), mentre nel successivo periodo bizantino fu chiamata Giustinianopoli.
Il Vetus Martyrologium Romanum elencava un buon numero di martiri adrumetini: il 4 gennaio è menzionato il martire Mavilo, damnatus ad bestias nel 212; il 21 febbraio i martiri Verolo, Secondino, Siricio e compagni uccisi durante le persecuzioni vandale, così come il vescovo Felice, ricordato il 28 novembre; il 30 agosto i santi Bonifacio e Tecla e i loro dodici figli, che subirono il martirio nel 304. Di tutti questi santi l'odierno Martirologio Romano, riformato a norma dei decreti del concilio Vaticano II, ricorda solo san Mavilo (Maiulo), la cui festa è stata spostata all'11 maggio, e il vescovo Felice. Tra i martiri si deve ricordare anche Vittoriano, proconsole di Cartagine, originario di Adrumeto, che subì il martirio per essersi rifiutato di sottoscrivere il decreto del re Unerico del 25 febbraio 484 che obbligava i cattolici a convertirsi all'arianesimo; il suo nome è ricordato nel martirologio romano il 23 marzo.
Le fonti documentarie hanno trasmesso i nomi di una decina di vescovi di quest'antica diocesi africana. Il primo è Policarpo, che prese parte al concilio di Cartagine convocato il 1º settembre 256 da san Cipriano per discutere della questione relativa alla validità del battesimo amministrato dagli eretici, e che figura al 3º posto nella lettera sinodale nota con il nome di Sententiae episcoporum.
Le cronotassi di Adrumeto menzionano poi un vescovo di nome Innocenzo, documentato da una passio leggendaria e apocrifa, secondo la quale, dopo 7 anni di episcopato a Adrumeto, partì per l'Italia, e visse in un monastero sull'isola d'Ischia; morì in un naufragio e le sue reliquie furono trasportate a Gaeta, dove è venerato il 7 maggio. Secondo alcuni autori, Innocenzo sarebbe stato martirizzato all'epoca di Diocleziano (inizio IV secolo), mentre altri autori ritengono che si tratti di uno dei tanti vescovi esiliati dai Vandali (V secolo), attorno al quale fu elaborata la leggenda.
A metà del IV secolo è noto il vescovo Abbondanzio, che, in un'epoca imprecisata tra il 345 e il 348, assistette al concilio cartaginese convocato da Grato di Cartagine, durante il quale prese la parola in occasione della discussione del 13º canone, per interdire ai preti il prestito a interesse. Alla fine del secolo Fiorenzo partecipò al concilio di Cabarsussi, tenuto nel 393 dai massimianisti, setta dissidente dei donatisti, e ne firmò gli lettera sinodale.
Alla conferenza di Cartagine del 411, che vide riuniti assieme i vescovi cattolici e donatisti dell'Africa romana, presero parte il cattolico Filologo e il donatista Vittorino. Filologo prese parte ad altri due concili cartaginesi, nell'estate del 397, e il 25 agosto 403; in quest'ultima occasione, fu uno dei quattro delegati della provincia della Bizacena.
A metà del V secolo sono noti due vescovi di Adrumeto, la cui cronologia incerta impedisce tuttavia di stabilire quale dei due abbia la precedenza sull'altro nella cronotassi. La presenza di Aurelio a Costantinopoli è documentata nel periodo in cui il re vandalo Genserico obbligò all'esilio diversi vescovi africani: fu presente al sinodo permanente patriarcale del 22 novembre 448 che condannò Eutiche, al sinodo di 35 vescovi che il 13 aprile 449 confermarono la condanna del monaco eretico, e al concilio di Calcedonia del 451. Nello stesso periodo è documentato il santo vescovo Felice, che, in epoca imprecisata dopo il 445 ma prima del 454, fu costretto all'esilio da Genserico.
Il nome di Servizio figura al 107º posto nella lista dei vescovi della Bizacena convocati a Cartagine dal re vandalo Unerico nel 484; Servizio, come tutti gli altri vescovi cattolici africani, fu condannato all'esilio. Servusdei prese parte al concilio cartaginese del 525, e sottoscrisse gli atti della prima seduta come vescovo di Unericopoli.
L'ultimo vescovo conosciuto di Adrumeto, Primasio, fu tra coloro che sottoscrissero la condanna dei Tre Capitoli nel 551 a Costantinopoli e si firmò come episcopus civitatis Adrumetinae quae etiam Justinianopolis dicitur; non fu presente al concilio ecumenico del 553, come documentano gli atti conciliari; fu un rinomato scrittore ecclesiastico del VI secolo, ricordato da Cassiodoro e Isidoro di Siviglia.
Adrumeto fu probabilmente sede di un concilio provinciale, dopo il 26 giugno 394, del quale però non si conosce nulla e i cui atti non sono stati conservati.
Tra il 422 e il 427 Adrumeto, e in particolare il monastero dell'abate Valentino, fu al centro dell'attenzione di sant'Agostino, a causa dei disordini sorti tra i monaci sulla teologia della grazia e sul pelagianesimo. All'abate Valentino il santo d'Ippona dedicò il suo De gratia et libero arbitrio.
Le indagini archeologiche hanno riportato alla luce una chiesa basilicale, con abside mosaicata (circa fine IV secolo), una chiesa cimiteriale con diversi mosaici funerari (V secolo), e un'altra basilica con mosaici, scoperta nel 1995. Le catacombe di Susa documentano un notevole numero di ipogei cristiani, soprattutto a partire dal III secolo.
Dal XVII secolo Adrumeto è annoverata tra le sedi vescovili titolari della Chiesa cattolica;  la sede è vacante dal 13 agosto 2025.

## Cronotassi

### Vescovi residenti
- Policarpo † (menzionato nel 256)
- Innocenzo † (inizio del IV secolo ?)
- Abbondanzio † (menzionato nel 345/348)
  - Fiorenzo † (menzionato nel 393) (vescovo massimianista)
- Filologo † (prima del 397 - dopo il 411)
  - Vittorino † (menzionato nel 411) (vescovo donatista)
- Aurelio † (prima del 448 - dopo il 451)
- San Felice † (menzionato tra il 445 e il 454)
- Servizio † (menzionato nel 484)
- Servusdei † (menzionato nel 525)
- Primasio † (prima del 551 - dopo il 553)

### Vescovi titolari
- Raphael de Figueredo † (14 maggio 1681 - 12 ottobre 1695 deceduto)
- Salvator-Alexandre-Félix-Carmel Brincat † (12 maggio 1889 - 1903 titolo revocato)[23]
- Giacinto Gaggia † (29 aprile 1909 - 28 ottobre 1913 nominato vescovo di Brescia)
- Jean-Marie Bourchany † (13 gennaio 1914 - 27 novembre 1931 deceduto)
- Carlo Re, I.M.C. † (14 dicembre 1931 - 29 dicembre 1951 nominato vescovo di Ampurias e Tempio)
- Jorge Manrique Hurtado † (23 febbraio 1952 - 28 luglio 1956 nominato vescovo di Oruro)
- Celestin Bezmalinović, O.P. † (7 agosto 1956 - 6 giugno 1970 succeduto vescovo di Lesina)
- Mijo Škvorc, S.I. † (16 giugno 1970 - 15 febbraio 1989 deceduto)
- Marian Blazej Kruszylowicz, O.F.M.Conv. † (9 dicembre 1989 - 13 agosto 2025 deceduto)